# 625 TV Producties
625 TV Producties is een Nederlandse televisieproductiemaatschappij opgericht in 1993 door Peter Adrichem en Jeroen van Baaren.

## Bekende producties
- Countdown
- De leukste thuisvideo's
- De Smaakpolitie
- Inpakken en Wegdromen
- Ongelofelijk maar Waar
- Over de Balk
- There's No Business Like Showbusiness
- Van Rommelzolder tot Droomhuis
- De vrienden van Amstel LIVE
- Ultimate Fitness Challenge